# Xerocrassa claudia
Xerocrassa claudia is een slakkensoort uit de familie van de Hygromiidae. De soort is endemisch op het eiland Gavdos in Griekenland.
De wetenschappelijke naam Xerocrassa claudia is voor het eerst geldig gepubliceerd in 1998 door Hausdorf & Welter-Schultes.